# Thailand i olympiska vinterspelen 2022
Thailand deltog i de olympiska vinterspelen 2022 i Peking i Kina mellan den 4 och 20 februari 2022.
Thailands lag bestod av två män och två kvinnor som tävlade i två sporter. Karen Chanloung och Nicola Zanon var landets fanbärare vid öppningsceremonin. Vid avslutningsceremonin var en volontär landets fanbärare.

## Alpin skidåkning
| Idrottare       | Gren                 | Åk 1    | Åk 1      | Åk 2             | Åk 2             | Totalt           | Totalt           |
| Idrottare       | Gren                 | Tid     | Placering | Tid              | Placering        | Tid              | Placering        |
| --------------- | -------------------- | ------- | --------- | ---------------- | ---------------- | ---------------- | ---------------- |
| Nicola Zanon    | Herrarnas storslalom | 1.17,53 | 44        | 1.20,83          | 37               | 2.38,36          | 38               |
| Nicola Zanon    | Herrarnas slalom     | 1.05,71 | 45        | 1.02,24          | 40               | 2.07,95          | 40               |
| Mida Fah Jaiman | Damernas storslalom  | DNF     | DNF       | Gick inte vidare | Gick inte vidare | Gick inte vidare | Gick inte vidare |
| Mida Fah Jaiman | Damernas slalom      | DNF     | DNF       | Gick inte vidare | Gick inte vidare | Gick inte vidare | Gick inte vidare |

## Längdskidåkning
Distans
| Idrottare       | Gren                         | Klassisk stil | Klassisk stil | Fristil | Fristil   | Final     | Final   | Final     |
| Idrottare       | Gren                         | Tid           | Placering     | Tid     | Placering | Tid       | Diff.   | Placering |
| --------------- | ---------------------------- | ------------- | ------------- | ------- | --------- | --------- | ------- | --------- |
| Mark Chanloung  | Herrarnas 30 km skiathlon    | 47.00,0       | 62            | Varvad  | Varvad    | Varvad    | Varvad  | 60        |
| Mark Chanloung  | Herrarnas 50 km fristil      | —             | —             | —       | —         | 1:20.11,5 | +8.38,8 | 49        |
| Karen Chanloung | Damernas 10 km klassisk stil | —             | —             | —       | —         | 33.14,0   | +5.07,7 | 63        |

Sprint
| Idrottare       | Gren            | Kval    | Kval      | Kvartsfinal      | Kvartsfinal      | Semifinal        | Semifinal        | Final            | Final            | Final |
| Idrottare       | Gren            | Tid     | Placering | Tid              | Placering        | Tid              | Placering        | Tid              | Placering        |       |
| --------------- | --------------- | ------- | --------- | ---------------- | ---------------- | ---------------- | ---------------- | ---------------- | ---------------- | ----- |
| Karen Chanloung | Damernas sprint | 3.36,00 | 61        | Gick inte vidare | Gick inte vidare | Gick inte vidare | Gick inte vidare | Gick inte vidare | Gick inte vidare |       |